# Uhřičice
Uhřičice jsou obec ležící v okrese Přerov a mezi městem Kojetín a obcí Polkovice. Žije zde 535 obyvatel. Má přímé autobusové spojení na Kojetín, Kroměříž, Zlín, Olomouc, Tovačov a Prostějov. 

## Název
Místní jméno bylo odvozeno od osobního jména Uhřík (zdrobněliny jména Uher, které znamenalo "Maďar"). Výchozí tvar Uhřičici byl označením obyvatel vesnice a jeho význam byl "Uhříkovi lidé".

## Popis
Obec Uhřičice leží jihozápadním směrem od města Přerov na pravém břehu řeky Moravy. Uhřičice jsou cenným příkladem hanácké zemědělské vesnice s dochovanou dispozicí a parcelací na cestě z Kojetína do Tovačova na pravém břehu řeky Moravy. Historické jádro vsi středověkého původu tvoří široká ulicovka. Jižně nedaleko obce se rozkládá město Kojetín. Kolem západního okraje obce prochází železniční trať vedoucí z Kojetína do Tovačova, která byla původně používaná jako vlečka do tovačovského cukrovaru a po řadu desetiletí též k osobní dopravě. Od východního okraje obce se rozprostírá malebný lužní les, v jehož prostoru je malá studánka. Studánka se nachází v remízku „Čvachůvka“ západně od obce při silnici na Prostějov. Severovýchodně od obce najdeme zajímavou technickou památku z roku 1911 nesoucí název sifon. Jedná se o uměle vybudované křížení dvou vodních toků – Valové a Bolelouckého náhonu – podtokem. Tento sifon je největší svého druhu v Evropě. Sifon byl vybudován v roce 1908. Jen pár stovek metrů od sifonu se nachází betonový akvadukt Vantroky.  Jedná se však o stavbu s podstatně delší historií, než má sifon, která se začíná psát již koncem 16. století. Právě tehdy totiž došlo k prodloužení středověkého mlýnského náhonu až do Kojetína a jeho křížení s říčkou Valovou vyřešil tehdejší stavitel překlenutím Valové dřevěným korytem, tedy tzv. vantrokami. Ty byly široké 10,5 metru a dřevo později nahradilo železo. Jenže překlenutí Valové vantrokami se stalo hlavní příčinou zdejších častých záplav (však slavné Troubky leží nedaleko). Proto došlo v letech 1907 až 1908 k regulačnímu opatření, které prováděla stavební firma Pittel Brausewetter. A právě tehdy vznikl již zmíněný Sifon.

## Památky
K zajímavým památkám v Uhřičicích patří barokní sousoší svatého Floriana, patrona obce, od J. A. Heinze zhotovené v roce 1742. Nachází se ve středu obce blízko obecního úřadu. U jižního okraje obce jsou barokní boží muka z roku 1798 s obrázkem svatého Floriana. Na budově místní školy je umístěna busta J. A. Komenského, kterou vytvořil F. Úprka v roce 1905. Vedle obce leží přes řeku Valová most, v jehož zábradlí jsou zachovány otvory ze druhé světové války po střelách dum-dum. Na konci války zde proběhla přestřelka mezi partyzány a nacisty. Východně nedaleko obce prochází zelená turistická značka.

## Galerie

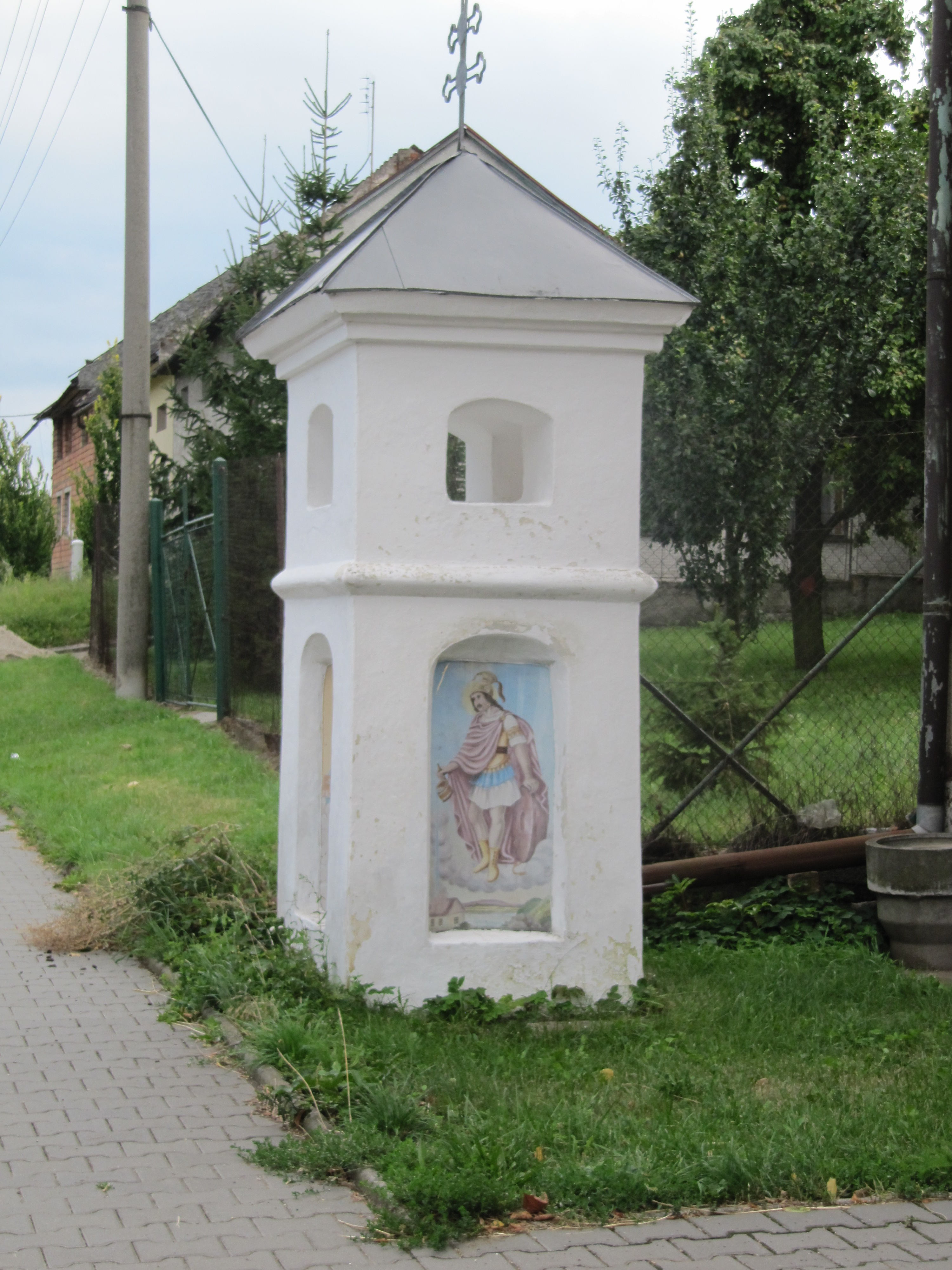
Boží muka
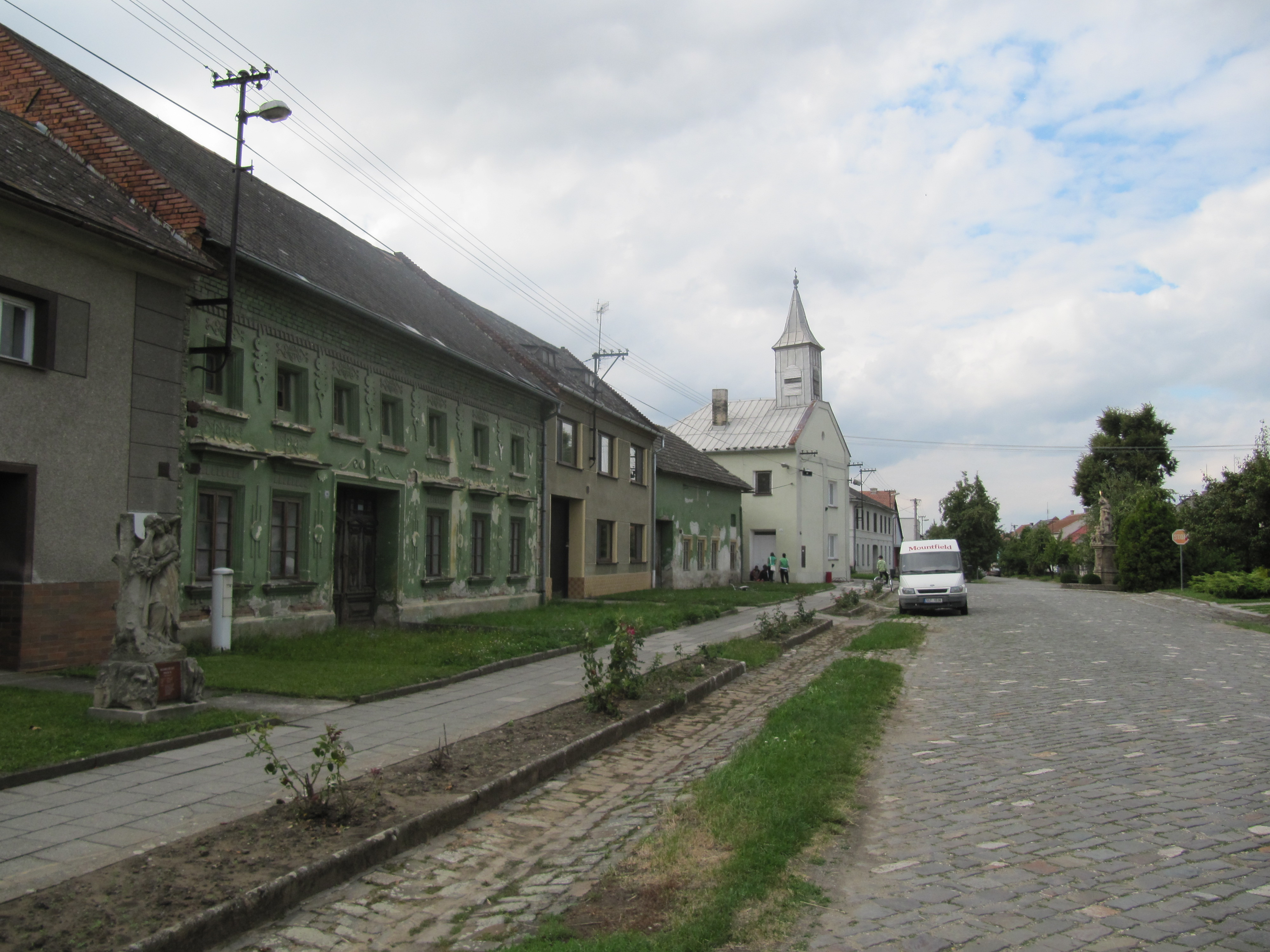
Náves
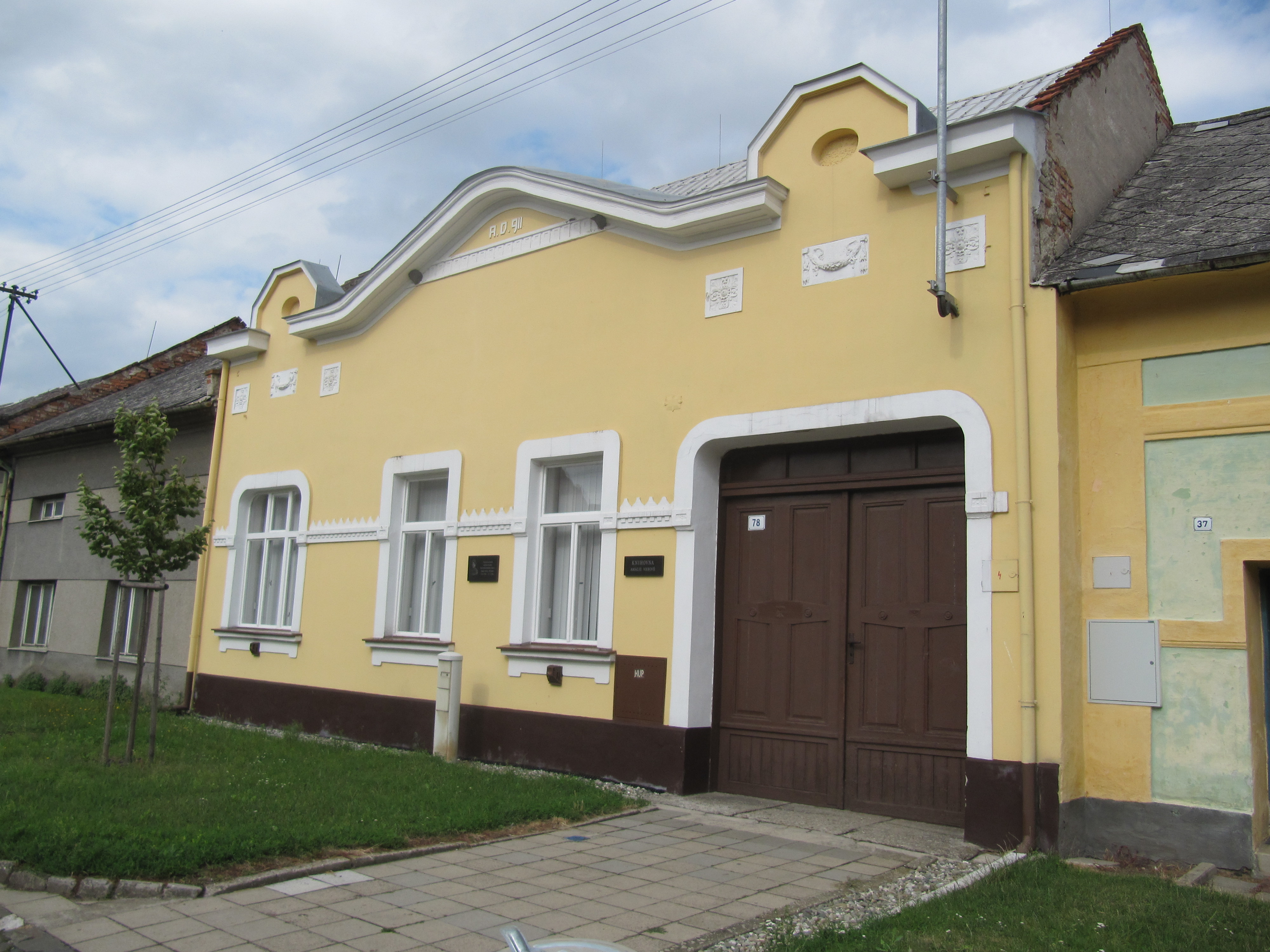
Knihovna Amalie Vrbové
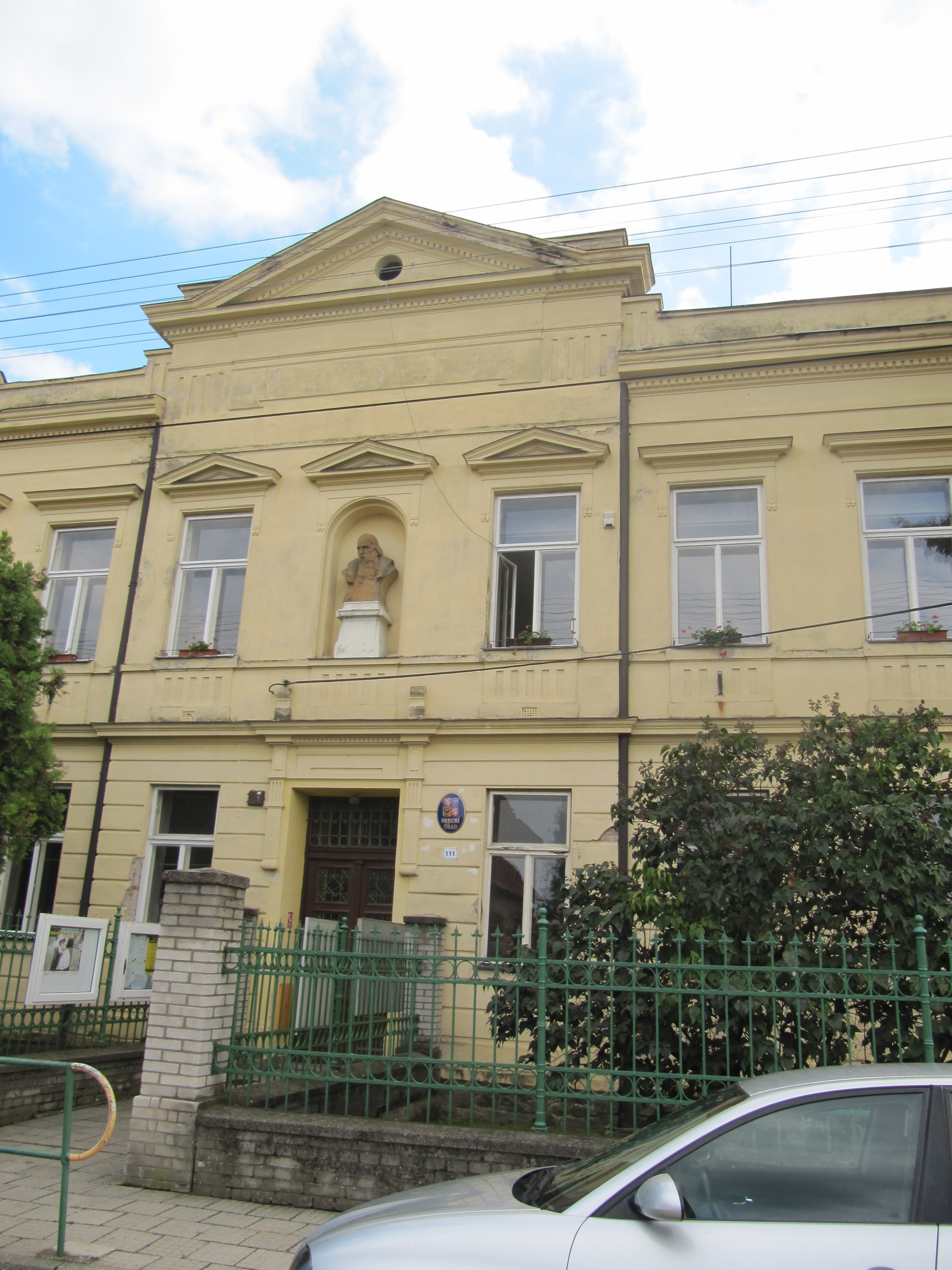
Obecní úřad (bývalá škola)

## Historie
Pověst říká, že Uhřičice založil český panovník, když táhl proti Uhrům. O části obce se píše jako o majetku moravské církve v písemné zmínce z roku 1141. V roce 1174 dostal darem celou obec biskupský kostel v Olomouci od moravského knížete Oldřicha.
Významná data:
- 1277 – První připomínka mlýna
- 1450 – První zmínka o škole, dále r. 1515 a trvale od roku 1643.
- 1480 – Za válek Jiřího z Poděbrad obec zpustla, ale v tomto roce je opět uváděna jako osídlená.
- 1515 – V obci 45 usedlých a škola
- 1767 – V obci 40 sedláků, 19 chalupníků, mlynář, šenkýř a 5 domkařů
- 1785 – Vyplacení obce z roboty
- 1819 – Při požáru vyhořela celá obec i ovocné sady od sádla, které se vznítilo při smažení koblihů
- 1830 – V obci 73 domů a 613 obyvatel
- 1830 – Poprvé zaznamenáno užívání pluhu
- 1860 – Poprvé zaznamenáno užívání kosy
- 1874 – Poprvé zaznamenáno užívání secího stroje
- 1878 – Poprvé zaznamenáno užívání mláticího stroje
- 1875 – Občané Uhřičic zachránili 21 cikánů před utonutím
- 1895 – Zbudovaná železniční trať
- 1910 – 116 domů a 749 lidí
- 1911 – Zaplavení části obce při povodni
- 1911 – Vybudován Sifon
- 1997 – Zaplavení části obce při povodni
- 2000 – 210 domů a 608 obyvatel
- 2006 – 602 obyvatel

## Pečeť
Pečetí obce bylo několik:
- v 16. století zobrazovala rádlo, brázdu a nápis „Obec Uhřičice“,
- v 18. století nápis „SIGIL COMVNITATIS VHRZITZ“ a poprsí Jana Křtitele a
- v 19. století postavu sv. Floriána hasícího oheň.

## Významní rodáci
- Jan Tomáš Kuzník (1716–1786), český kantor, básník a hudební skladatel
- František Jášek (1797–1849), kněz, hospodářský správce kapituly olomoucké a kanovník kroměřížský
- Amálie Vrbová, psala pod pseudonymem Jiří Sumín (1864–1936), autorka románů z vesnického prostředí
- František Skopalík (1863–1936), malíř a architekt, navrhl státní hřebčinec v Písku. Měl vlastní atelier ve Vídni.

## Souřadnice
- Sifon: 49.3775967N, 17.3043539E
- Betonový akvadukt Vantroky: 49.3721350N, 17.3011158E
- Socha sv. Floriána: 49.3719150N, 17.2933817E